# Georges André
Georges André (* 26. Juli 1876 in Paris; † 19. März 1945 in Versailles) war ein französischer Wintersportler (Bobsport und Curling) und Olympiateilnehmer von 1924. 
Gemeinsam mit Anthony Berg, Henri Aldebert und Jean Marquis de Suarez d’Aulan fuhr Georges André im Bob Frankreich I auf Platz 4 bei den I. Olympischen Winterspielen 1924 in Chamonix. 
Als Curlingspieler belegte André mit dem französischen Team bei denselben Spielen Platz 3. Im Jahre 2006 erkannte das IOC die Curling-Wettbewerbe als offiziellen Bestandteil der Winterspiele an und verlieh ihm postum die Bronzemedaille. Bis dahin galt besagtes Curlingturnier als Demonstrationswettbewerb.